# 圣莱热德拉马蒂尼耶尔
圣莱热-德拉马蒂尼耶尔（法語：Saint-Léger-de-la-Martinière，法語發音：[sɛ̃ leʒe də la maʁtinjɛʁ]）是法国德塞夫勒省的一个旧市镇，属于尼奥尔区。2019年，圣莱热-德拉马蒂尼耶尔与市镇梅勒、贝罗讷河畔马济耶尔、派宰勒托尔和圣马丹莱梅勒合并为新的梅勒。

## 地理
圣莱热-德拉马蒂尼耶尔（46°13'39"N, 0°7'30"W）面积25.64 平方千米，位于法国新阿基坦大区德塞夫勒省，该省份为法国西部内陆省份，北起曼恩-卢瓦尔省，西接旺代省，南至夏朗德省和滨海夏朗德省，东临维埃纳省。
与圣莱热-德拉马蒂尼耶尔接壤的市镇（或旧市镇、城区）包括：博赛-维特雷、谢镇、勒宰、梅勒、圣樊尚拉沙特尔、塞夫雷、丰蒂维列。
圣莱热-德拉马蒂尼耶尔的时区为UTC+01:00、UTC+02:00（夏令时）。

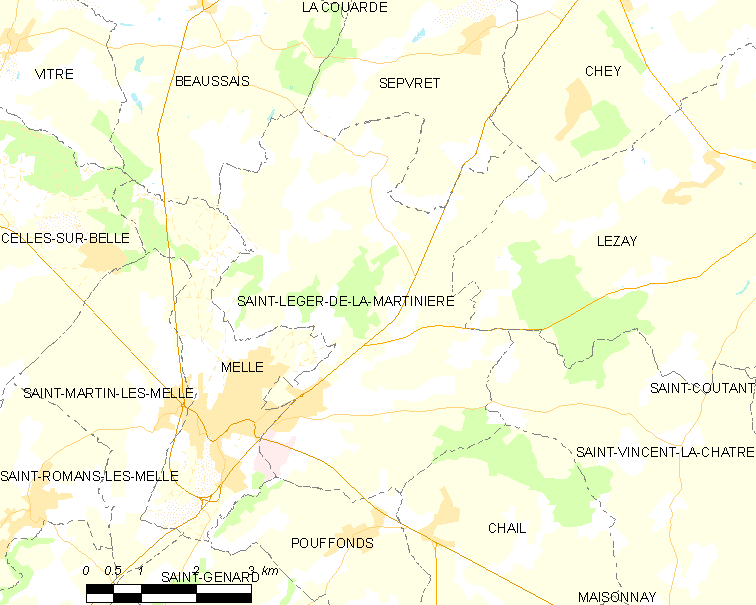
圣莱热-德拉马蒂尼耶尔的OSM定位图

## 行政
圣莱热-德拉马蒂尼耶尔的邮政编码为79500，INSEE市镇编码为79264。

## 政治
圣莱热-德拉马蒂尼耶尔所属的省级选区为梅勒县。

## 人口
圣莱热-德拉马蒂尼耶尔于2018年1月1日时的人口数量为947人。

1962-2008年间圣莱热-德拉马蒂尼耶尔人口变化图示